# Lijst van universiteiten in Azië
Dit is een lijst van universiteiten in Azië.
- Lijst van universiteiten in China
- Lijst van universiteiten in de Filipijnen
- Lijst van universiteiten in Irak
- Lijst van universiteiten in Israël
- Lijst van universiteiten in Japan
- Lijst van universiteiten in Libanon
- Lijst van universiteiten in Maleisië
- Lijst van universiteiten in Palestina
- Lijst van universiteiten in Rusland
- Lijst van universiteiten in Saoedi-Arabië
- Lijst van universiteiten in Singapore
- Lijst van universiteiten in Taiwan
- Lijst van universiteiten in Thailand
- Lijst van universiteiten in Zuid-Korea